# Hektorlied

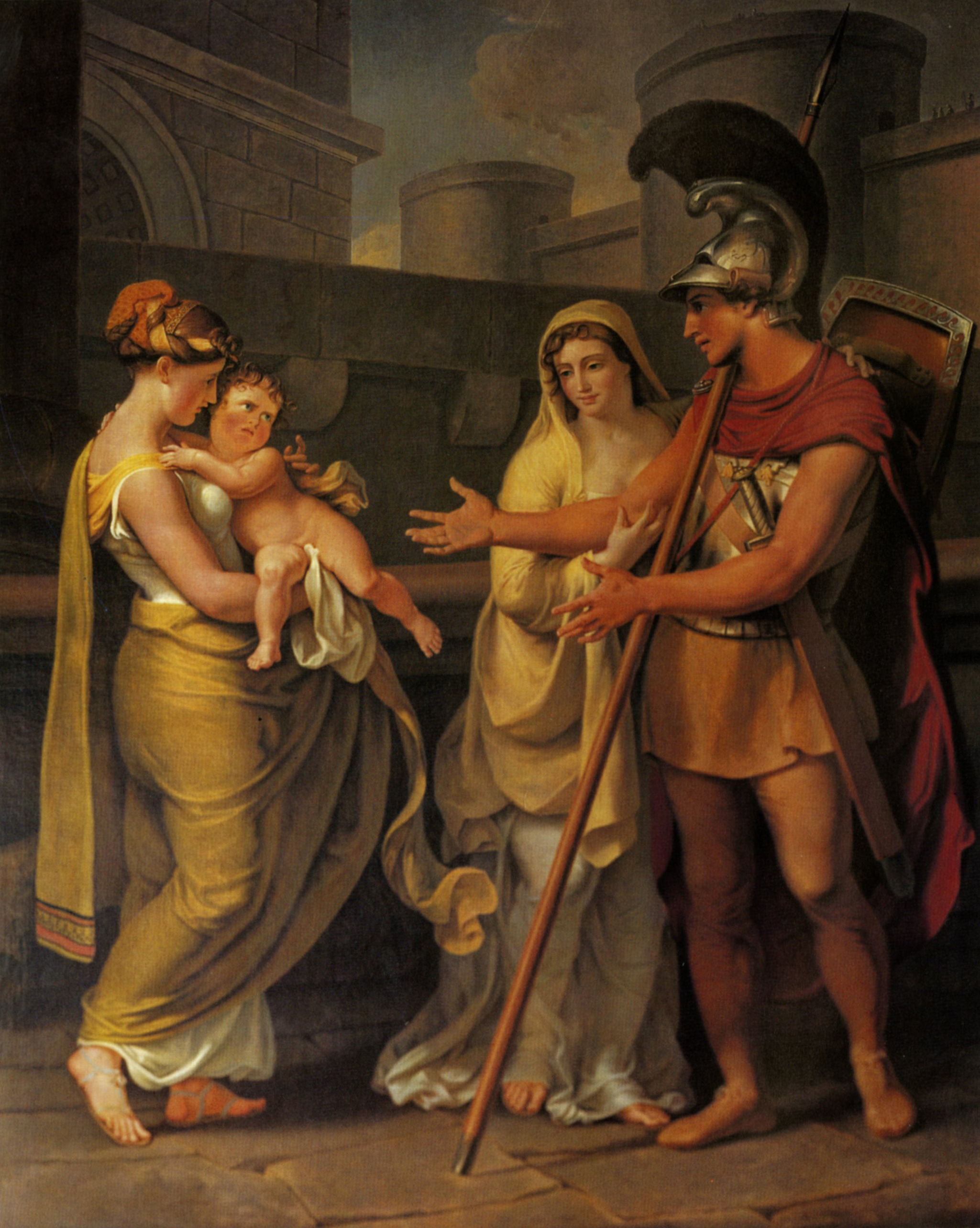
Hektors Abschied von Andromache, Gemälde von Johann Heinrich Wilhelm Tischbein

Hektors Abschied ist ein Gedicht von Friedrich Schiller. Es wird in Schillers Räubern von Amalia von Edelreich in der 2. Szene des 2. Aktes gesungen, als Amalia mit dem Alten Moor spricht. Außerdem singt Amalia die erste Strophe des Liedes abermals im 4. Akt in der 4. Szene, als sie ihrem Karl letztmals im Garten begegnet. Karl Moor, der sich als Graf von Brand ausgibt, wurde von seiner Geliebten Amalia, die ihn für verschollen hält, zu diesem Zeitpunkt noch nicht erkannt; er stimmt die zweite Strophe an und flieht mit den Worten des zweiten Verses: „Laß – mich fort – zum wilden Kriegestanze“ in den Wald zu seinen Räubern.
Inhaltlich geht es im Gedicht um eine klassische Abschiedsszene – aus der Ilias Homers, in der der Vorkämpfer der Trojaner, der Held Hektor, sich zu seinem voraussehbar letzten Zweikampf gegen Achilleus von seiner Frau Andromache trennen muss. Motivisch wird damit gleichzeitig die Tiefe des Gefühls der beiden Singenden füreinander betont.
Von Schiller mehrfach überarbeitet, wurde dies Lied dann zu einem seiner berühmtesten Gedichte: Hektors Abschied (auch als: Hektor und Andromache noch in: Gedichte, 1800). Schiller nannte es „eins meiner besten“ (Brief an Körner, 27. Mai 1793).
Als sprachliche Besonderheit wird der Unterweltfluss Lethe von Schiller maskulinisch bezeichnet, während es eigentlich „die Lethe“ heißt. Dieser Maskulingebrauch ist durch das maskuline Strom bzw. Fluss – „Lethefluss“ – motiviert, er findet sich auch bei anderen Autoren, z. B. bei Hölderlin.

## Text
Endgültige Fassung (1800)

Andromache

Will sich Hektor ewig von mir wenden,

Wo Achill mit den unnahbarn Händen

Dem Patroklus schrecklich Opfer bringt?

Wer wird künftig deinen Kleinen lehren

Speere werfen und die Götter ehren,

Wenn der finstre Orkus dich verschlingt?

Hektor

Teures Weib, gebiete deinen Tränen,

Nach der Feldschlacht ist mein feurig Sehnen,

Diese Arme schützen Pergamus.

Kämpfend für den heilgen Herd der Götter

Fall ich, und des Vaterlandes Retter

Steig ich nieder zu dem stygschen Fluß.

Andromache

Nimmer lausch ich deiner Waffen Schalle,

Müßig liegt dein Eisen in der Halle,

Priams großer Heldenstamm verdirbt.

Du wirst hingehn, wo kein Tag mehr scheinet,

Der Cocytus durch die Wüsten weinet,

Deine Liebe in dem Lethe stirbt.

Hektor

All mein Sehnen will ich, all mein Denken

In des Lethe stillen Strom versenken,

Aber meine Liebe nicht.

Horch! der Wilde tobt schon an den Mauern,

Gürte mir das Schwert um, laß das Trauern,

Hektors Liebe stirbt im Lethe nicht.
Ursprüngliche Version (1781)

Andromache

Willst dich, Hektor, ewig mir entreißen,

Wo des Äaciden mordend Eisen

Dem Patroklus schröcklich Opfer bringt?

Wer wird künftig deinen Kleinen lehren

Speere werfen und die Götter ehren,

Wenn hinunter dich der Xanthus schlingt?

Hektor

Teures Weib, geh, hol die Todeslanze,

Laß mich fort zum wilden Kriegestanze,

Meine Schultern tragen Ilium;

Über Astyanax unsre Götter!

Hektor fällt, ein Vaterlandserretter,

Und wir sehn uns wieder in Elysium.

Andromache

Nimmer lausch ich deiner Waffen Schalle,

Einsam liegt dein Eisen in der Halle,

Priams großer Heldenstamm verdirbt!

Du wirst hingehn, wo kein Tag mehr scheinet,

Der Cocytus durch die Wüsten weinet,

Deine Liebe in dem Lethe stirbt

Hektor

All mein Sehnen, all mein Denken

Soll der schwarze Lethefluß ertränken,

Aber meine Liebe nicht!

Horch! der Wilde rast schon an den Mauren –

Gürte mir das Schwert um, laß das Trauren,

Hektors Liebe stirbt im Lethe nicht!

## Vertonungen
Hektors Abschiedslied wurde von verschiedenen Komponisten vertont. Am bekanntesten wurde die Melodie von Franz Schubert, der auch zahlreiche weitere Gedichte Schillers vertonte, aus dem Jahre 1815 bzw. in einer bearbeiteten Fassung aus dem Jahre 1826 (D 312, op. 58,1).